# Ace of Diamond
Ace of Diamond (ダイヤのA?, Daiya no ēsu) è un manga spokon dedicato al baseball, scritto e disegnato da Yuji Terajima e serializzato sulla rivista Weekly Shōnen Magazine di Kōdansha dal 15 maggio 2006 al 14 gennaio 2015. La serie è incentrata sulle vicende personali e professionali del lanciatore Eijun, deciso fermamente a lasciare la propria scuola di periferia per trasferirsi a Tokyo con una forte squadra di baseball. Premiato nel 2008 agli Shogakukan Manga Award per la categoria shōnen e nel 2010 ai Kodansha Manga Award per il miglior shōnen manga, il fumetto è stato adattato in una serie televisiva anime da due stagioni rispettivamente di 75 e 51 episodi coprodotta da Madhouse e Production I.G. L'anime è stato trasmesso dal 6 ottobre 2013 al 29 marzo 2016 su TV Tokyo.
Nel 2015, un nuovo manga intitolato Ace of Diamond Act 2 ha iniziato ad essere serializzato sempre su Weekly Shōnen Magazine dopo la conclusione dell'opera precedente ed è stato adattato in una serie televisiva anime prodotta da Madhouse e trasmessa su TV Tokyo dal 2 aprile 2019.

## Trama
Il diamante è quello disegnato dalle basi di gioco sul campo di baseball; il quindicenne Eijun Sawamura, lanciatore originario di Nagano che lascia il suo paese per frequentare il Seidou, una scuola d'élite di Tokyo sede di un importante team di baseball. Insieme al brillante ricevitore Kazuya Miyuki, studente al secondo anno, e al resto della squadra, Eijun si batterà per la vittoria del campionato liceale di baseball nello storico Stadio Koshien.

## Personaggi

Il protagonista della serie

### Liceo Seido
Eijun Sawamura (沢村 栄純?, Sawamura Eijun)
Doppiato da Ryōta Ōsaka
Protagonista della serie e lanciatore mancino, i suoi tiri sono estremamente imprevedibili. Proviene da Nagano, dove giocava nella squadra della scuola media da lui frequentata; ha uno spirito combattivo indomito e non si arrende mai, per quanto la situazione possa risultare compromessa e disperata.
Satoru Furuya (降谷 暁?, Furuya Satoru)
Doppiato da Nobunaga Shimazaki
Rivale di Eijun, è un lanciatore che usa la mano destra.
Kazuya Miyuki (御幸 一也?, Miyuki Kazuya)
Doppiato da Takahiro Sakurai
Ricevitore geniale, giocatore del secondo anno.
Haruichi Kominato (小湊 春市?, Kominato Haruichi)
Doppiato da Natsuki Hanae
Seconda base, giocatore tuttofare e talento naturale.

### Coetanei di Eijiun
- Shinji Kanemaru (金丸 信二?, Kanemaru Shinji)
- Hideaki Tōjō (東条 秀明?, Tōjō Hideaki)
- Wataru Kariba (狩場 航?, Kariba Wataru)

### Compagni più grandi di un anno di Eijun
- Yōichi Kuramochi (倉持 洋一?, Kuramochi Yōichi)
- Norifumi Kawakami (川上 憲史?, Kawakami Norifumi)
- Kenta Maezono (前園 健太?, Maezono Kenta)
- Kenjirō Shirasu (白州 健二郎?, Shirasu Kenjirō)
- Shōji Higasa (樋笠 昭二?, Higasa Shōji)
- Takeru Asō (麻生 尊?, Asō Takeru)
- Hisashi Watanabe (渡辺 久志?, Watanabe Hisashi)

### Compagni più grandi di due anni di Eijun
- Tetsuya Yūki (結城 哲也?, Yūki Tetsuya)
- Jun Isashiki (伊佐敷 純?, Isashiki Jun)
- Tōru Masuko (増子 透?, Masuko Tōru)
- Ryōsuke Kominato (小湊 亮介?, Kominato Ryōsuke)
- Kōichirō Tanba (丹波 光一郎?, Tanba Kōichirō)
- Chris Yū Takigawa (滝川・クリス・優?, Takigawa Kurisu Yū)
- Keisuke Miyauchi (宮内 啓介?, Miyauchi Keisuke)
- Ichirō Sakai (坂井 一郎?, Sakai Ichirō)

## Manga
Ace of Diamond è un manga shōnen dedicato al mondo del baseball, scritto e disegnato da Yuji Terajima. Serializzato sul settimanale di Kōdansha Weekly Shōnen Magazine dal 15 maggio 2006 al 14 gennaio 2015, i capitoli del fumetto sono stati raccolti in volumi tankōbon dal 15 settembre 2006. In tutto sono stati editi 47 volumi, l'ultimo dei quali uscito il 17 agosto 2015. Un'edizione inglese è stata pubblicata in formato digitale da Kodansha USA sotto il titolo Ace of the Diamond dal 7 marzo 2017. Un seguito intitolato Ace of Diamond Act II è attualmente serializzato sulla stessa rivista del suo predecessore dal 19 agosto 2015 e al 26 ottobre 2022 sono stati pubblicati ventisette volumi tankōbon.

### Volumi
| Nº | Data di prima pubblicazione | Data di prima pubblicazione | Data di prima pubblicazione |
| Nº | Giapponese                  | Giapponese                  |                             |
| -- | --------------------------- | --------------------------- | --------------------------- |
| 1  | 15 settembre 2006           | ISBN 978-4-063-63728-1      |                             |
| 2  | 17 ottobre 2006             | ISBN 978-4-063-63739-7      |                             |
| 3  | 15 dicembre 2006            | ISBN 978-4-063-63767-0      |                             |
| 4  | 16 febbraio 2007            | ISBN 978-4-063-63796-0      |                             |
| 5  | 17 aprile 2007              | ISBN 978-4-063-63821-9      |                             |
| 6  | 17 luglio 2007              | ISBN 978-4-063-63856-1      |                             |
| 7  | 14 settembre 2007           | ISBN 978-4-063-63889-9      |                             |
| 8  | 16 novembre 2007            | ISBN 978-4-063-63913-1      |                             |
| 9  | 15 febbraio 2008            | ISBN 978-4-063-63951-3      |                             |
| 10 | 17 aprile 2008              | ISBN 978-4-063-63973-5      |                             |
| 11 | 17 luglio 2008              | ISBN 978-4-063-84012-4      |                             |
| 12 | 17 settembre 2008           | ISBN 978-4-063-84040-7      |                             |
| 13 | 17 novembre 2008            | ISBN 978-4-063-84064-3      |                             |
| 14 | 14 febbraio 2009            | ISBN 978-4-06-384097-1      |                             |
| 15 | 17 aprile 2009              | ISBN 978-4-06-384121-3      |                             |
| 16 | 17 giugno 2009              | ISBN 978-4-06-384147-3      |                             |
| 17 | 17 agosto 2009              | ISBN 978-4-06-384172-5      |                             |
| 18 | 17 novembre 2009            | ISBN 978-4-06-384210-4      |                             |
| 19 | 15 gennaio 2010             | ISBN 978-4-06-384232-6      |                             |
| 20 | 17 marzo 2010               | ISBN 978-4-06-384265-4      |                             |
| 21 | 17 maggio 2010              | ISBN 978-4-06-384295-1      |                             |
| 22 | 17 agosto 2010              | ISBN 978-4-06-384345-3      |                             |
| 23 | 15 ottobre 2010             | ISBN 978-4-06-384378-1      |                             |
| 24 | 17 dicembre 2010            | ISBN 978-4-06-384415-3      |                             |
| 25 | 17 marzo 2011               | ISBN 978-4-06-384458-0      |                             |
| 26 | 17 maggio 2011              | ISBN 978-4-06-384488-7      |                             |
| 27 | 17 agosto 2011              | ISBN 978-4-06-384534-1      |                             |
| 28 | 17 ottobre 2011             | ISBN 978-4-06-384564-8      |                             |
| 29 | 16 dicembre 2011            | ISBN 978-4-06-384598-3      |                             |
| 30 | 16 marzo 2012               | ISBN 978-4-06-384643-0      |                             |
| 31 | 17 maggio 2012              | ISBN 978-4-06-384672-0      |                             |
| 32 | 17 agosto 2012              | ISBN 978-4-06-384704-8      |                             |
| 33 | 17 ottobre 2012             | ISBN 978-4-06-384748-2      |                             |
| 34 | 17 dicembre 2012            | ISBN 978-4-06-384781-9      |                             |
| 35 | 15 marzo 2013               | ISBN 978-4-06-384827-4      |                             |
| 36 | 17 maggio 2013              | ISBN 978-4-06-384864-9      |                             |
| 37 | 16 agosto 2013              | ISBN 978-4-06-394910-0      |                             |
| 38 | 17 ottobre 2013             | ISBN 978-4-06-394943-8      |                             |
| 39 | 17 dicembre 2013            | ISBN 978-4-06-394984-1      |                             |
| 40 | 17 marzo 2014               | ISBN 978-4-06-395025-0      |                             |
| 41 | 16 maggio 2014              | ISBN 978-4-06-395079-3      |                             |
| 42 | 17 luglio 2014              | ISBN 978-4-06-395125-7      |                             |
| 43 | 17 settembre 2014           | ISBN 978-4-06-395187-5      |                             |
| 44 | 17 novembre 2014            | ISBN 978-4-06-395242-1      |                             |
| 45 | 16 gennaio 2015             | ISBN 978-4-06-358728-9      |                             |
| 46 | 17 marzo 2015               | ISBN 978-4-06-358729-6      |                             |
| 47 | 17 agosto 2015              | ISBN 978-4-06-395498-2      |                             |

## Accoglienza
Nel gennaio 2008, Ace of Diamond ha vinto al premio Shogakukan per i manga nella categoria shōnen, e due anni dopo ha ottenuto il primo premio nella categoria manga shōnen al premio Kodansha per i manga.
Ace of Diamond si è posizionato al venticinquesimo posto tra i manga più acquistati del dicembre 2011, con 1 711 607 copie vendute. Nel dicembre 2012 ha raggiunto la ventisettesima posizione con 1 685 194 copie vendute mentre l'anno seguente si è classificato ventitreesimo con 2 010 045 copie vendute. La rivista Nikkei Entertainment pubblicò sul proprio numero di settembre 2011 una lista dei cinquanta autori di manga per vendite totalizzate con le proprie opere e Yuji Terajima si è classificato ventesimo con Ace of Diamond e 2 792 000 copie vendute. Nel marzo 2015 i primi quarantacinque volumi della serie hanno toccato la quota di oltre 22 milioni di copie vendute complessivamente, mentre nel mese di novembre dello stesso anno oltrepassa quota venticinque milioni.